# Wilhelm Lutz (Mediziner)
Wilhelm Lutz (geboren am 4. November 1888 in Basel; gestorben am 20. Oktober 1958 ebenda) war ein Schweizer Dermatologe.

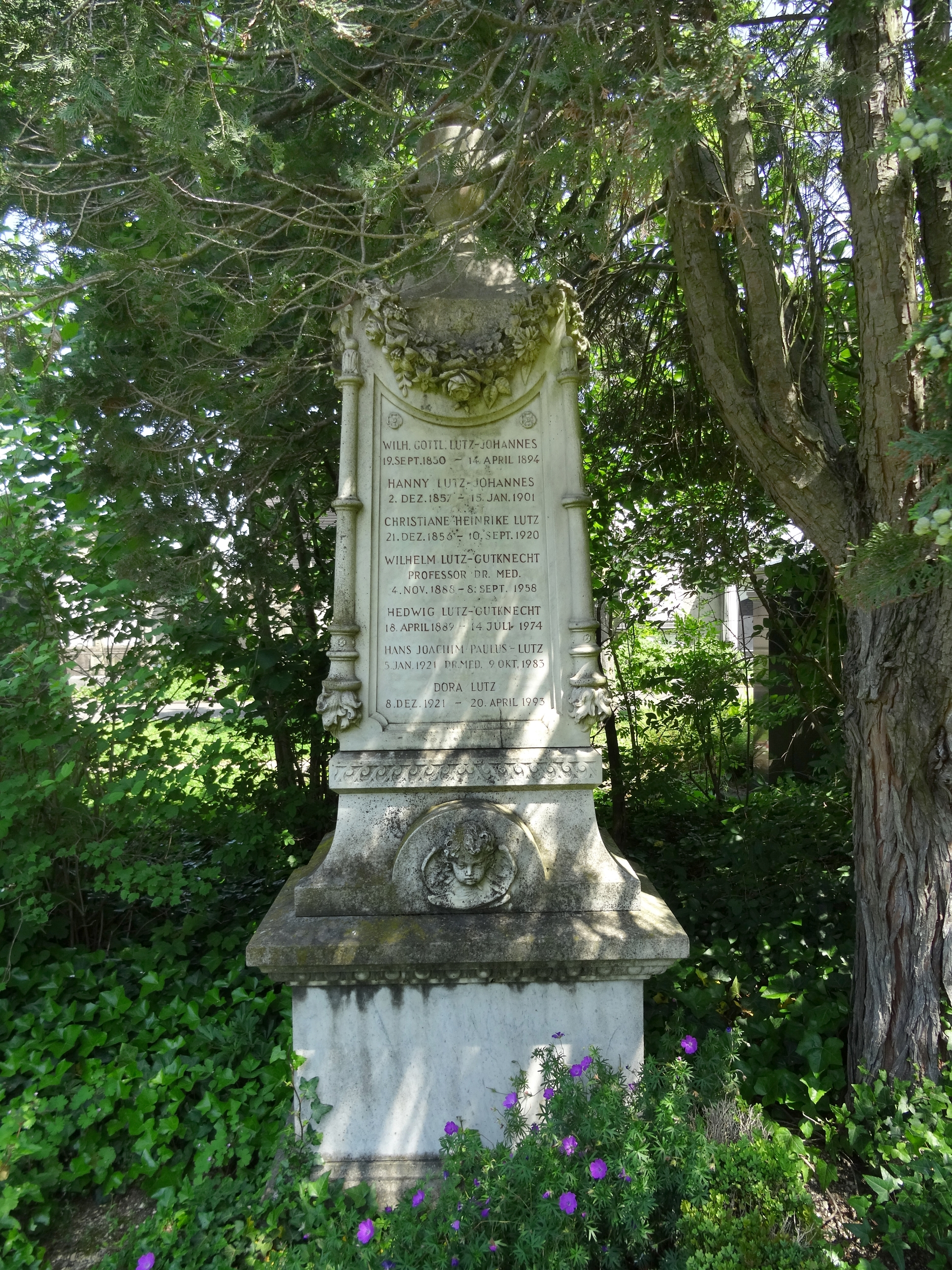
Grab, Wolfgottesacker, Basel

## Leben
Lutz studierte Medizin an der Universität Basel, mit einem Auslandssemester an der Universität Wien. Er arbeitete als Assistent bei Ernst Hedinger an der Pathologischen Anstalt in Basel, wo er 1913 promoviert wurde. Anschliessend assistierte er bei Josef Jadassohn an der Dermatologischen Klinik in Bern. Zurück in Basel, arbeitete er zuerst als Assistent, dann als Oberarzt unter Bruno Bloch bzw. Felix Lewandowsky an der Dermatologischen Klinik. 1916 wurde Lutz für Dermatologie und Venerologie habilitiert. 1922 wurde er zum ausserordentlichen und 1937 zum ordentlichen Professor ernannt. Nach Wilhelm Lutz sind die Lewandowsky-Lutz-Dysplasie und das Lutz-Miescher-Syndrom benannt. 
Wilhelm Lutz war mit Hedwig, geborene Gutknecht (1889–1974) verheiratet. Ihre Tochter Anna heiratete Kurt Eichenberger. Seine letzte Ruhestätte fand er auf dem Wolfgottesacker in Basel.

## Schriften (Auswahl)
- Zur Kenntnis der Ameisenvergiftung. In: Vierteljahrenschrift für gerichtliche Medizin und öffentliches Sanitätswesen. 3. Folge, Bd. 46 (1913), H. 2, S. 238–251 (Dissertation, Universität Basel, 1913).
- Zur Kenntnis der biologischen Wirkung der Strahlen auf die Haut, mit spezieller Berücksichtigung der Pigmentbildung. In: Archiv für Dermatologie und Syphilis. Bd. 124 (1917), H. 2, S. 233–296, doi:10.1007/BF01827853 (Habilitationsschrift, Universität Basel, 1916).
- Stoffwechsel und Haut. In: Josef Jadassohn (Hrsg.): Handbuch der Haut- und Geschlechtskrankheiten. Bd. 3, Springer, Berlin 1929, S. 251–353.
- Samuel Jessner, Wilhelm Lutz: Hautveränderungen bei inneren Krankheiten. In: Josef Jadassohn (Hrsg.): Handbuch der Haut- und Geschlechtskrankheiten. Bd. 4, Springer, Berlin 1932, Teil 1, S. 440–486.
- Lehrbuch der Haut- und Geschlechtskrankheiten. S. Karger, Basel 1951; 2., neubearbeitete und ergänzte Auflage 1957.